# Jodi Bieber

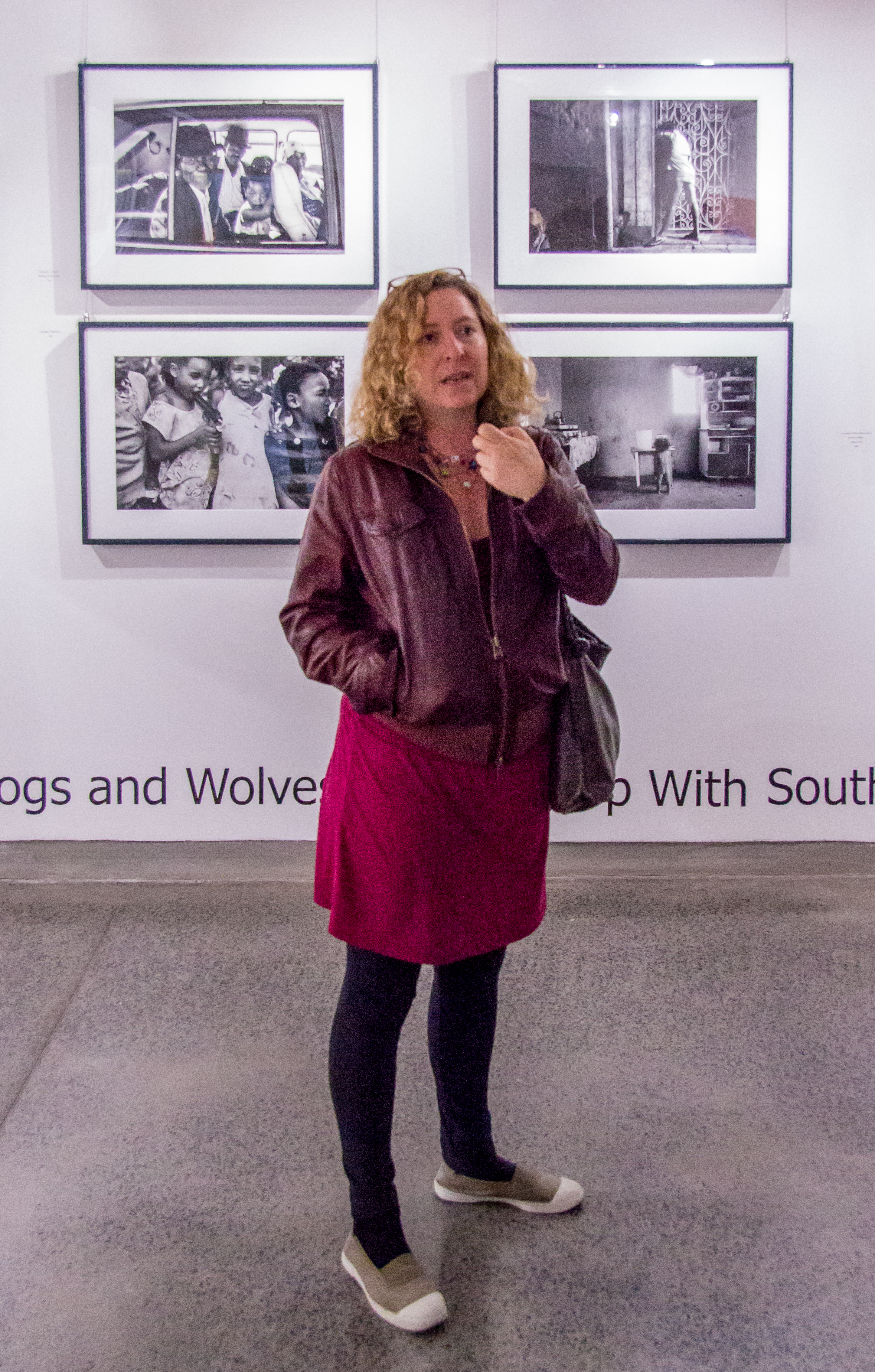
Jodi Bieber (2014)

Jodi Bieber (* 1966 in Johannesburg, Südafrika) ist eine südafrikanische Fotografin.

## Leben
Jodi Bieber wuchs in Johannesburg auf und absolvierte zunächst drei kurze Fotografiekurse am Market Theatre Photography Workshop in ihrer Heimatstadt. Von 1993 an setzte sie ihre Ausbildung bei der Tageszeitung The Star fort, für die sie bis 1996 auch freiberuflich tätig war. Sie begleitete 1994 unter anderem die ersten demokratischen Wahlen in ihrem Heimatland. An den Besuch der World Press Masterclass in Amsterdam (1996) schlossen sich erste Auftragsarbeiten für das New York Times Magazine sowie für Geo und den Stern an.
In der Folgezeit beschäftigte sich Jodi Bieber fotografisch vor allem mit Afrika. Ihre im Laufe von zehn Jahren entstandenen Porträts von Kindern und Jugendlichen am Rand der südafrikanischen Gesellschaft bildeten die Basis für ihr Buch Between Dogs and Wolves – Growing up with South Africa, das 2006 in fünf verschiedenen Ländern erschien. Vertreten war sie zuvor auch in der Gruppenausstellung Soweto – A South African Legend (2001), die in verschiedenen deutschen Kulturinstituten und in Südafrika gezeigt wurde. Reportagen entstanden daneben aus Madagaskar, der Demokratischen Republik Kongo und aus Uganda, wo sie im Herbst 2000 den Ausbruch der Ebolafieber-Epidemie dokumentierte.
Jodi Bieber arbeitet nicht nur für Zeitungen und Zeitschriften, sondern vielfach auch in Kooperation mit Non-Profit- oder Nichtregierungs-Organisationen wie Ärzte ohne Grenzen, Pro Helvetia und UNICEF, um Langzeitprojekte zu realisieren. Außerhalb von Afrika fotografierte sie im Auftrag der britischen Hilfsorganisation Learning for Life Kinder in Pakistan, um deren Schulalltag festzuhalten. Für die Anti-AIDS-Organisation Positive Lives dokumentierte sie 2003 das Leben von 100 drogenabhängigen HIV-Kranken, die auf der Mülldeponie Las Cañas bei Valencia lebten.
Die Arbeit von Jodi Bieber ist mehrfach ausgezeichnet worden, unter anderem sechsmal mit World Press Photo Awards. 2009 gewann sie den Preis der EU bei der Biennale Africaine de la Photographie in Bamako. Eine bekannte Aufnahme Biebers wurde zum Pressefoto des Jahres 2010 gekürt. Es entstand für das Time-Magazin und zeigt die 18-jährige Afghanin Bibi Aisha mit entstelltem Gesicht. Ihr Ehemann hatte ihr auf Anweisung eines Taliban-Gerichts Ohren und Nase abgeschnitten, nachdem sie aufgrund seiner Gewaltexzesse vor ihm geflohen war. Das Time-Magazin nahm das Foto auf das Frontcover und titelte dazu „What Happens if We Leave Afghanistan“, ohne Fragezeichen, eine Assoziation, die zusätzlich zum Schockeffekt über das entstellte Gesicht zu Debatten über dieses Cover führte.
2011 war Jodi Biebers Arbeit Teil einer großen Gruppenausstellung zeitgenössischer, politisch engagierter südafrikanischer Fotografinnen und Fotografen im Victoria and Albert Museum in London. Im Jahr 2012 organisierte das Stadthaus Ulm Jodi Biebers erste Einzelausstellung unter dem Titel Between Darkness and Light als umfassende Werkschau, die 2013 auch im Museum Goch vorgestellt wurde. In Folge der beiden Ausstellungen wurden Arbeiten aus Biebers Serie Real Beauty in die Walther Collection aufgenommen. 2014 war die Ausstellung im Australian Centre for Photography in Sydney und im Wits Art Museum in Johannesburg zu sehen, 2015 präsentierte sie die Südafrikanische Nationalgalerie als „Mid-career“-Retrospektive. 2015 war Jodi Bieber außerdem beim Antalya Photo Festival in der Türkei vertreten. 2017 und 2018 wurde Between Darkness and Light. Selected Works: South Africa 1994-2010 in die Fondazione Carispezia nach La Spezia, Italien, eingeladen.
Im Jahr 2019 wird Jodi Bieber für ihre Serie #i, 2016-2017 mit dem Contemporary African Photography Prize, dem CAP Prize, ausgezeichnet. In #i porträtiert sie 45 junge Menschen aus Johannesburg, die alle erst nach dem 27. April 1994, dem Tag der ersten freien Wahlen in Südafrika, zur Welt gekommen sind, und untersucht damit die Frage von Apartheid in Zeiten der offiziellen Abwesenheit von Apartheid.